# Leica Geosystems
Leica Geosystems — швейцарская компания (ранее известная как бренд Wild Heerbrugg или просто Wild), занимающаяся производством оборудования и инженерных решений для измерительных геодезических задач. Спектр её продукции очень широк: от спутниковых приёмников до лазерных сканирующих систем, позволяющих получить детализированную модель местности с разрешением 1 см.
Бренд Leica, известный, в основном, по фотокамерам, был создан 2 апреля 1990 года в результате слияния нескольких компаний. До 7 августа 2006 года акции Leica присутствовали в списках швейцарской фондовой биржи, однако после произошёл делистинг всех акций номиналом CHF 50.
С 2008 года Leica Geosystems Geospatial Imaging — стратегический партнёр Открытого Гео Консорциума (Open Geospatial Consortium). Стратегическое партнёрство — это высшая категория членства в Консорциуме — такие партнёры оказывают существенную финансовую поддержку программам, воплощаемым OGC.

## История

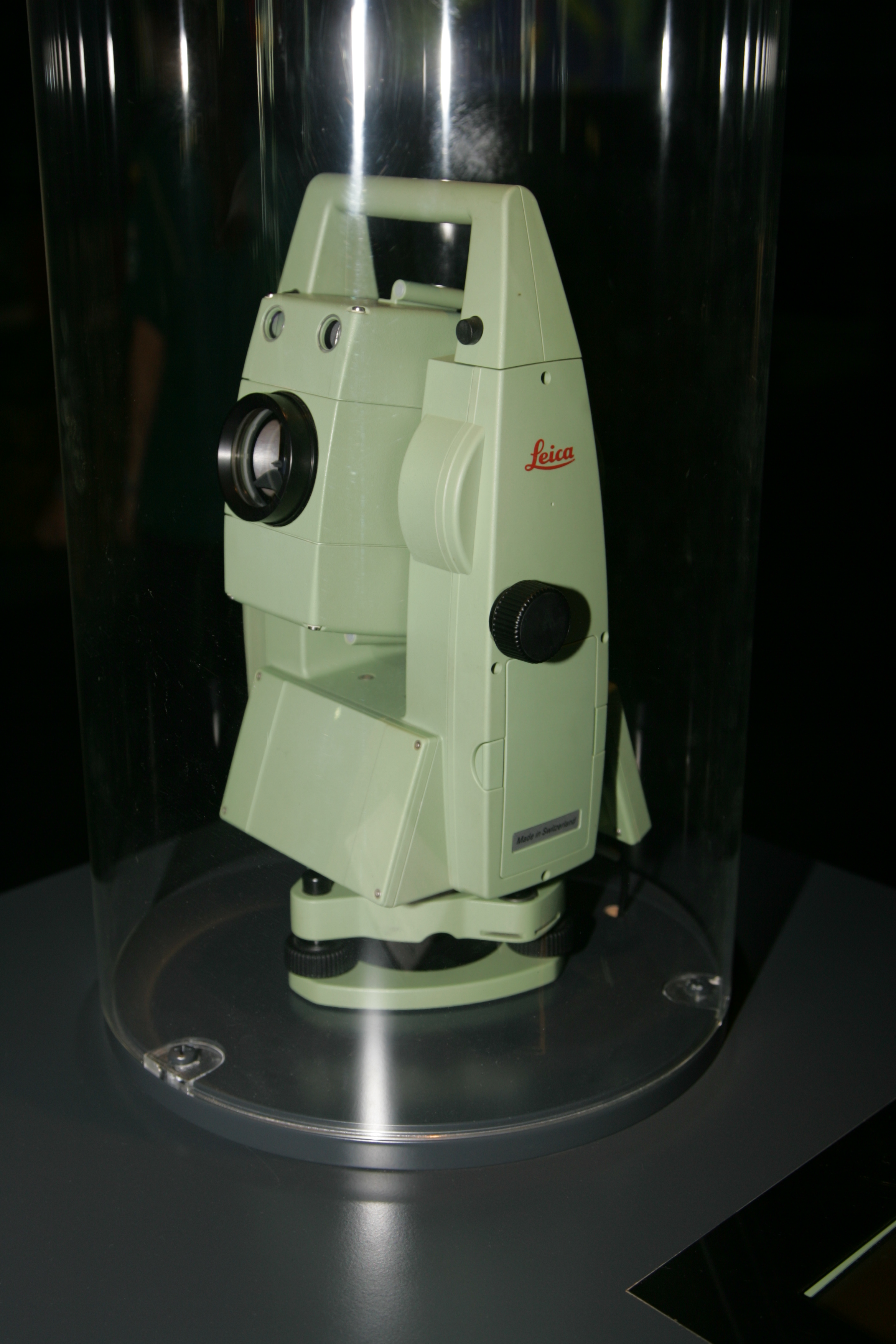
Тахеометр Leica, предназначенный для измерения расстояний, горизонтальных и вертикальных углов.

Генрих Вильд из городка Гларус в Швейцарии — конструктор геодезических и астрономических измерительных приборов — начал свою деятельность с должности помощника геодезиста. В 1908 году, создав военную модель дальномера и убедив компанию Zeiss заняться его производством, Вильд переехал в Йену и занял пост главы направления GEO — нового подразделения Zeiss, известного производителя геодезических инструментов. После Первой Мировой Войны Вильд вернулся в Швейцарию.
Позже, в апреле 1921 года, при поддержке швейцарских финансистов, Генри Вильд, полковник Якоб Шмидтхайни и геолог Роберт Гелблинг организовали в городке Хеербругг мастерскую по изготовлению точных оптических приборов. В начале 30-х годов, осознав, что не создан для управленческой работы, Вильд перебрался в Цюрих, где занялся проектированием приборов для Kern & Co. Его старая мастерская в 1937 году получила имя Wild Heerbrugg.
В 1987 году Wild Heerbrugg осуществила слияние с оптической фирмой Эрнста Лайца, и была переименована в Wild Leitz AG. С 1990 года она стала частью холдинга Leica. Холдинг в 1996 г. был реструктурирован и поделён на узкоспециализированные подразделения (тогда и появилась Leica Camera AG, а позже, в октябре 1997 г. Leica Geosystems AG и Leica Microsystems AG в апреле 1998). В конце 2005 года все эти компании были приобретены шведским гигантом Hexagon AB.
На сегодняшний день эти три подразделения Leica — независимые компании. Leica Geosystems продолжает дело Wild Heerbrugg и занимается производством геодезических приборов — по этой части она занимает лидирующее положение на мировом рынке. Целевая аудитория — Leica Geosystems — геодезисты, производственные организации и компании, занятые в сфере ГИС.
В апреле 2001 года Leica Geosystems приобрела компании ERDAS, Inc и LH Systems. ERDAS — разработчик программного обеспечения для дистанционного зондирования, а LH Systems — программ для фотограмметрии. Обе компании слились в одну — ERDAS, Inc., которой на данный момент владеет Leica Geosystems. В свою очередь, в 2007 ERDAS приобрела Acquis, ER Mapper и IONIC. Последние приобретения расширили зону влияния ERDAS на мировом рынке дистанционного зондирования, позволили войти в рынок ГИС-систем и предложить решения по серверной поддержке космических снимков.